# Furka-Oberalp-Bahn
| |       | SBB von Lausanne und BLS von Spiez                                            |                                                  |
| Abzweig von rechts und ehemals von links · Strecke von rechts (außer Betrieb) |       | MGB von Zermatt                                                               | MGB von Zermatt                                  |
| Strecke · Brücke über Wasserlauf (Strecke außer Betrieb) |       | Rhone (52 m)                                                                  | Rhone (52 m)                                     |
| Bahnhof · Strecke (außer Betrieb) | 0,00  | Brig MGB / SBB, BLS                                                           | 672 m ü. M.                                      |
| Strecke · Bahnhof (Strecke außer Betrieb) | 1,00  | Naters (bis 2007)                                                             | 673 m ü. M.                                      |
| Strecke (außer Betrieb) |       | nach Domodossola                                                              | nach Domodossola                                 |
| Brücke über Wasserlauf |       | Rhone (178 m)                                                                 | Rhone (178 m)                                    |
| Strecke · Brücke über Wasserlauf (Strecke außer Betrieb) |       | Massa (51 m)                                                                  | Massa (51 m)                                     |
| | 2,74  | (Fehlerprofil +0,61)                                                          | (Fehlerprofil +0,61)                             |
| Bahnhof | 3,85  | Bitsch                                                                        | 669 m ü. M.                                      |
| Tunnel |       | Galerie Zen hohen Flühen (258 m)                                              | Galerie Zen hohen Flühen (258 m)                 |
| |       |                                                                               |                                                  |
| Bahnhof | 7,21  | Mörel Anschluss Luftseilbahn Riederalp                                        | 759 m ü. M.                                      |
| |       |                                                                               |                                                  |
| Brücke |       | Filet-Viadukt I (168 m)                                                       | Filet-Viadukt I (168 m)                          |
| Brücke |       | Filet-Viadukt II (65 m)                                                       | Filet-Viadukt II (65 m)                          |
| Brücke über Wasserlauf |       | Nussbaum (77 m)                                                               | Nussbaum (77 m)                                  |
| | 10,14 | Beginn Zahnstange                                                             | Beginn Zahnstange                                |
| |       |                                                                               |                                                  |
| Haltepunkt / Haltestelle | 10,22 | Bettmeralp Talstation (ehem. Betten) Anschluss Luftseilbahn Betten-Bettmeralp | 842 m ü. M.                                      |
| |       |                                                                               |                                                  |
| Brücke über Wasserlauf |       | Bettligraben (45 m)                                                           | Bettligraben (45 m)                              |
| | 11,38 | Ende Zahnstange                                                               | Ende Zahnstange                                  |
| Bahnhof | 11,59 | Grengiols                                                                     | 891 m ü. M.                                      |
| | 11,85 | Beginn Zahnstange                                                             | Beginn Zahnstange                                |
| Brücke über Wasserlauf |       | Grengiols-Viadukt (102 m)                                                     | Grengiols-Viadukt (102 m)                        |
| Strecke von links · Kreuzung Streckenanfang (im Tunnel) · Strecke von rechts (im Tunnel)                                                                                          |       | Grengiols-Kreiskehrtunnel (593 m)                                             | Grengiols-Kreiskehrtunnel (593 m)                |
| Strecke · Strecke nach links (im Tunnel) · Strecke nach rechts (im Tunnel) |       | Deisch (22 m)                                                                 | Deisch (22 m)                                    |
| |       |                                                                               |                                                  |
| | 13,88 | Ende Zahnstange                                                               | Ende Zahnstange                                  |
| Brücke über Wasserlauf |       | Laxgraben-Viadukt (91 m), Deischbach                                          | Laxgraben-Viadukt (91 m), Deischbach             |
| Bahnhof | 14,75 | Lax                                                                           | 1045 m ü. M.                                     |
| Brücke |       | Lax-Viadukt (41 m)                                                            | Lax-Viadukt (41 m)                               |
| Brücke über Wasserlauf |       | Altbach (46 m)                                                                | Altbach (46 m)                                   |
| Brücke |       | Wirbel (55 m)                                                                 | Wirbel (55 m)                                    |
| Haltepunkt / Haltestelle links · Haltepunkt / Haltestelle | 16,58 | Fiesch Feriendorf                                                             | 1050 m ü. M.                                     |
| ehemaliger Bahnhof | 17,27 | Fiesch (bis 2019)                                                             | 1062 m ü. M.                                     |
| |       |                                                                               |                                                  |
| Bahnhof | 17,67 | Fiesch (seit 2019) Anschluss Luftseilbahn Fiescheralp-Eggishorn               | 1063 m ü. M.                                     |
| |       |                                                                               |                                                  |
| Strecke von links · Strecke von rechts | 18,08 | Beginn Zahnstange                                                             | Beginn Zahnstange                                |
| Strecke · Strecke · Brücke über Wasserlauf |       | Weisswasser (45 m)                                                            | Weisswasser (45 m)                               |
| Tunnel · Strecke nach links · Strecke nach rechts |       | Giebelegg (36 m)                                                              | Giebelegg (36 m)                                 |
| | 19,57 | Ende Zahnstange                                                               | Ende Zahnstange                                  |
| |       |                                                                               |                                                  |
| Bahnhof links · Bahnhof | 20,40 | Fürgangen-Bellwald Talstation Anschluss Luftseilbahn Fürgangen-Bellwald       | 1202 m ü. M.                                     |
| |       |                                                                               |                                                  |
| Bahnhof | 24,40 | Niederwald                                                                    | 1243 m ü. M.                                     |
| Tunnel |       | Galerie Niederwald (162 m)                                                    | Galerie Niederwald (162 m)                       |
| Brücke über Wasserlauf |       | Wilerbach (27 m)                                                              | Wilerbach (27 m)                                 |
| Haltepunkt / Haltestelle | 26,07 | Blitzingen                                                                    | 1264 m ü. M.                                     |
| Tunnel |       | Blitzinger (361 m) (Fehlerprofil 26,57+0,14)                                  | Blitzinger (361 m) (Fehlerprofil 26,57+0,14)     |
| Bahnhof | 27,87 | Biel (Goms)                                                                   | 1283 m ü. M.                                     |
| Haltepunkt / Haltestelle | 29,38 | Gluringen                                                                     | 1313 m ü. M.                                     |
| Bahnhof | 30,56 | Reckingen (Fehlerprofil 29,99+0,12)                                           | 1315 m ü. M.                                     |
| Brücke |       | Forst Goms (22 m)                                                             | Forst Goms (22 m)                                |
| Brücke |       | Matte Reckingen (25 m)                                                        | Matte Reckingen (25 m)                           |
| Bahnhof | 33,28 | Münster VS (Fehlerprofil 33,09+0,03)                                          | 1359 m ü. M.                                     |
| Haltepunkt / Haltestelle | 34,72 | Geschinen                                                                     | 1340 m ü. M.                                     |
| ehemaliger Dienststation / Betriebs- oder Güterbahnhof | 36,43 | Rosseye (bis 2005)                                                            | 1343 m ü. M.                                     |
| Bahnhof | 37,26 | Ulrichen                                                                      | 1347 m ü. M.                                     |
| Haltepunkt / Haltestelle | 39,98 | Obergesteln                                                                   | 1353 m ü. M.                                     |
| Kopfbahnhof Streckenanfang · Bahnhof | 41,33 | Oberwald (Autoverlad )                                                        | 1366 m ü. M.                                     |
| |       |                                                                               |                                                  |
| Strecke · Tunnelanfang |       | Umfahrung Oberwald (671 m)                                                    | Umfahrung Oberwald (671 m)                       |
| Abzweig geradeaus und ehemals nach links · Kreuzung mit Tunnelstrecke, Streckenanfang und quer (Querstrecke außer Betrieb) (im Tunnel) · Strecke quer (außer Betrieb) (im Tunnel) |       | proj. Grimselbahn nach Innertkirchen (zb)                                     | proj. Grimselbahn nach Innertkirchen (zb)        |
| Strecke nach links · Kreuzung Streckenende (im Tunnel) · Strecke quer |       | Furka-Bergstrecke nach Realp                                                  | Furka-Bergstrecke nach Realp                     |
| Brücke über Wasserlauf |       | Rhone (59 m)                                                                  | Rhone (59 m)                                     |
| Brücke über Wasserlauf |       | Goneri (59 m)                                                                 | Goneri (59 m)                                    |
| Tunnelanfang | 43,04 | Westportal Furka-Basistunnel (15'382 m)                                       | Westportal Furka-Basistunnel (15'382 m)          |
| Dienststation / Betriebs- oder Güterbahnhof (im Tunnel) | 47,17 | Geren (Kreuzungsstation)                                                      | 1461 m ü. M.                                     |
| ehemalige Blockstelle (im Tunnel) | 49,88 | Bedretto-Fenster                                                              | 1506 m ü. M.                                     |
| Grenze (im Tunnel) | 50,34 | Kantonsgrenze VS–UR                                                           | Kantonsgrenze VS–UR                              |
| Dienststation / Betriebs- oder Güterbahnhof (im Tunnel) | 52,97 | Rotondo (Kreuzungsstation)                                                    | 1557 m ü. M.                                     |
| Strecke (im Tunnel) | 53,51 | Scheitelpunkt                                                                 | 1564 m ü. M.                                     |
| Tunnelende | 58,42 | Ostportal Furka-Basistunnel (Fehlerprofil +0,36)                              | Ostportal Furka-Basistunnel (Fehlerprofil +0,36) |
| Brücke über Wasserlauf |       | Furkareuss I (28 m)                                                           | Furkareuss I (28 m)                              |
| Abzweig geradeaus und von links · Abzweig quer und von links | 58,93 | Furka-Bergstrecke von Oberwald                                                | Furka-Bergstrecke von Oberwald                   |
| Bahnhof · Kopfbahnhof Streckenende | 59,39 | Realp (Autoverlad )                                                           | 1538 m ü. M.                                     |
| Brücke über Wasserlauf |       | Furkareuss II (20 m)                                                          | Furkareuss II (20 m)                             |
| Tunnel |       | Mitschen (403 m)                                                              | Mitschen (403 m)                                 |
| Brücke über Wasserlauf |       | Zumdorf, Furkareuss (20 m)                                                    | Zumdorf, Furkareuss (20 m)                       |
| Brücke über Wasserlauf |       | Richleren-Viadukt (75 m)                                                      | Richleren-Viadukt (75 m)                         |
| Brücke über Wasserlauf |       | Gotthardreuss (21 m)                                                          | Gotthardreuss (21 m)                             |
| Bahnhof | 65,39 | Hospental                                                                     | 1452 m ü. M.                                     |
| Brücke über Wasserlauf |       | Unteralpreuss (29 / 24 m)                                                     | Unteralpreuss (29 / 24 m)                        |
| |       |                                                                               |                                                  |
| Bahnhof | 67,93 | Andermatt (ehem. Autoverlad ) Anschluss Gütsch-Express nach Nätschen          | 1436 m ü. M.                                     |
| |       |                                                                               |                                                  |
| Abzweig geradeaus und nach links |       | nach Göschenen                                                                | nach Göschenen                                   |
| | 68,08 | Beginn Zahnstange                                                             | Beginn Zahnstange                                |
| |       |                                                                               |                                                  |
| Strecke nach links und Tunnelanfang · Strecke quer (im Tunnel) · Strecke von rechts (im Tunnel)                                                                                   |       | Butzen-Tunnel (209 m)                                                         | Butzen-Tunnel (209 m)                            |
| Strecke von links (im Tunnel) · Strecke Tunnelanfang und quer · Strecke nach rechts (im Tunnel)                                                                                   |       | Grind-Kehrtunnel (374 m)                                                      | Grind-Kehrtunnel (374 m)                         |
| Strecke nach links (im Tunnel) · Strecke quer (im Tunnel) · Strecke von rechts |       | Rufenen-Kehrtunnel (299 m)                                                    | Rufenen-Kehrtunnel (299 m)                       |
| |       | (max. Neigung 120 ‰)                                                          |                                                  |
| |       |                                                                               |                                                  |
| Bahnhof | 72,21 | Nätschen (seit 2018) Anschluss Gütsch-Express nach Andermatt und Gütsch       | 1825 m ü. M.                                     |
| |       |                                                                               |                                                  |
| ehemaliger Bahnhof | 72,38 | Nätschen (bis 2018)                                                           | 1843 m ü. M.                                     |
| | 72,77 | Ende Zahnstange                                                               | Ende Zahnstange                                  |
| | 73,37 | Beginn Zahnstange                                                             | Beginn Zahnstange                                |
| | 76,25 | Ende Zahnstange, Oberalpreuss                                                 | Ende Zahnstange, Oberalpreuss                    |
| Tunnel |       | Galerie Oberalpsee (777 m)                                                    | Galerie Oberalpsee (777 m)                       |
| |       |                                                                               |                                                  |
| Bahnhof | 77,66 | Oberalppass Anschluss Luftseilbahn zum Schneehüenerstock                      | 2033 m ü. M.                                     |
| |       |                                                                               |                                                  |
| |       |                                                                               |                                                  |
| | 77,76 | Oberalppass (215 m) Beginn Zahnstange                                         | Oberalppass (215 m) Beginn Zahnstange            |
| |       |                                                                               |                                                  |
| Grenze (im Tunnel) | 77,82 | Kantonsgrenze UR–GR, Scheitelpunkt                                            | 2036 m ü. M.                                     |
| Tunnelende |       |                                                                               |                                                  |
| Tunnelanfang |       | Calmot I (890 m)                                                              | Calmot I (890 m)                                 |
| Tunnelende |       | Calmot II (338 m)                                                             | Calmot II (338 m)                                |
| Brücke über Wasserlauf |       | Val-Val-Viadukt (42 m)                                                        | Val-Val-Viadukt (42 m)                           |
| Bahnhof | 81,52 | Tschamut-Selva (Fehlerprofil 81,01+0,31)                                      | 1701 m ü. M.                                     |
| Brücke über Wasserlauf |       | Val-Rutget-Viadukt (20 m)                                                     | Val-Rutget-Viadukt (20 m)                        |
| Brücke über Wasserlauf |       | Clavau-Sura (27 m)                                                            | Clavau-Sura (27 m)                               |
| | 84,19 | Ende Zahnstange                                                               | Ende Zahnstange                                  |
| Bahnhof | 85,00 | Dieni                                                                         | 1452 m ü. M.                                     |
| Brücke über Wasserlauf |       | Val-Giuv-Viadukt (66 m)                                                       | Val-Giuv-Viadukt (66 m)                          |
| Brücke über Wasserlauf |       | Val Milar (110 m)                                                             | Val Milar (110 m)                                |
| Haltepunkt / Haltestelle | 86,43 | Rueras                                                                        | 1447 m ü. M.                                     |
| Brücke über Wasserlauf |       | Val-Strem-Viadukt (41 m)                                                      | Val-Strem-Viadukt (41 m)                         |
| Betriebs-/Güterbahnhof Streckenanfang (Strecke außer Betrieb) · Bahnhof | 87,77 | Sedrun (ehem. Autoverlad )                                                    | 1441 m ü. M.                                     |
| Brücke über Wasserlauf (Strecke außer Betrieb) · Brücke über Wasserlauf |       | Val Drun (31 m) /Val-Drun-Viadukt (20 m)                                      | Val Drun (31 m) /Val-Drun-Viadukt (20 m)         |
| Strecke (außer Betrieb) · Strecke |       | Cungieri (20 m)                                                               | Cungieri (20 m)                                  |
| Brücke über Wasserlauf (Strecke außer Betrieb) · Brücke über Wasserlauf |       | Val Bugnei (220 m) /Val-Bugnei-Viadukt (120 m)                                | Val Bugnei (220 m) /Val-Bugnei-Viadukt (120 m)   |
| Tunnel (Strecke außer Betrieb) · Haltepunkt / Haltestelle | 89,16 | Via Alpsu, H19 (156 m) / Bugnei                                               | 1439 m ü. M.                                     |
| Blockstelle | 89,90 | Ende Zahnstange / Tscheppa                                                    | Ende Zahnstange / Tscheppa                       |
| |       |                                                                               |                                                  |
| |       | AlpTransit Gotthard (von 2003 bis 2015) von Sedrun (Las Rueras)               |                                                  |
| |       |                                                                               |                                                  |
| Bahnhof | 92,13 | Mumpé Tujetsch                                                                | 1346 m ü. M.                                     |
| Strecke |       | Mumpé (26 m)                                                                  | Mumpé (26 m)                                     |
| Bahnhof | 94,00 | Segnas                                                                        | 1276 m ü. M.                                     |
| Brücke über Wasserlauf |       | Val da Cuoz (73 m)                                                            | Val da Cuoz (73 m)                               |
| | 95,00 | Beginn Zahnstange                                                             | Beginn Zahnstange                                |
| Haltepunkt / Haltestelle | 95,63 | Acla da Fontauna                                                              | 1202 m ü. M.                                     |
| Brücke über Wasserlauf |       | Val'Acletta (40 m)                                                            | Val'Acletta (40 m)                               |
| |       |                                                                               |                                                  |
| | 96,81 | Disentis (352 m) Ende Zahnstange                                              | Disentis (352 m) Ende Zahnstange                 |
| |       |                                                                               |                                                  |
| Wechsel des Eisenbahninfrastrukturunternehmens | 96,82 | Betriebsgrenze MGB–RhB                                                        | Betriebsgrenze MGB–RhB                           |
| Bahnhof | 96,97 | Disentis/Mustér                                                               | 1130 m ü. M.                                     |
| Strecke |       | nach Reichenau-Tamins                                                         | nach Reichenau-Tamins                            |
| |       |                                                                               |                                                  |
| Quellen: |       |                                                                               |                                                  |

|          |  |  |  |
| 1. 2. 3. |  |  |  |

Die Furka-Oberalp-Bahn (FO) war eine Schmalspurbahngesellschaft in der Schweiz. Sie fusionierte per 1. Januar 2003 mit der BVZ Zermatt-Bahn zur Matterhorn-Gotthard-Bahn (MGB), die heute die meterspurigen FO-Strecken betreibt. Die 97 Kilometer lange Bahnstrecke Brig–Disentis/Mustér verbindet die Kantone Graubünden, Uri und Wallis. Ursprünglich überwand sie den Furkapass und den Oberalppass, konnte aber nur im Sommer verkehren. Die Strecke über den Oberalppass wurde wintersicher ausgebaut, der Furkapass wird mit einem Basistunnel unterquert.

## Stammstrecke Furka-Oberalp-Bahn

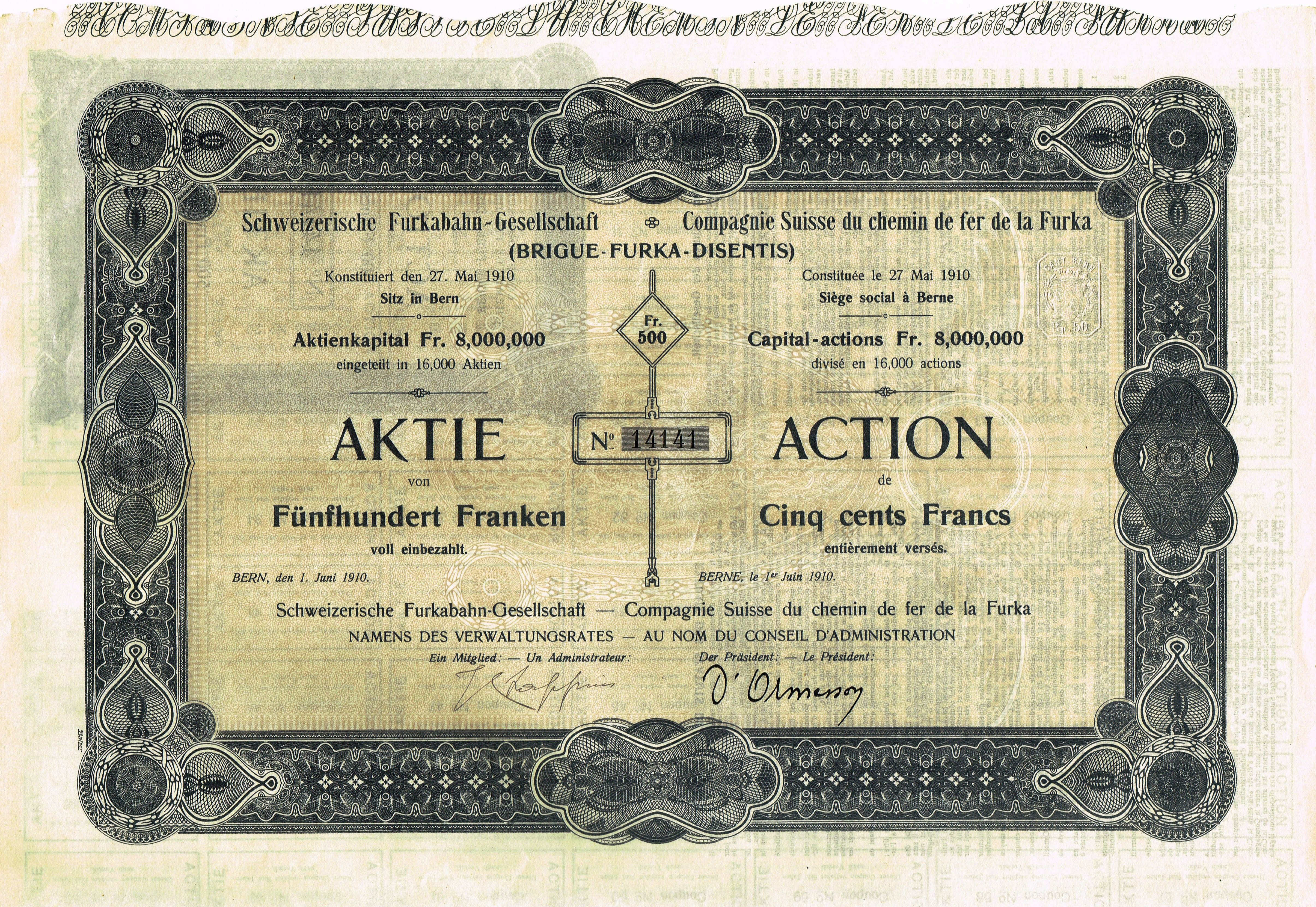
Aktie der Compagnie Suisse du Chemin de fer de la Furka (Brig-Furka-Disentis)

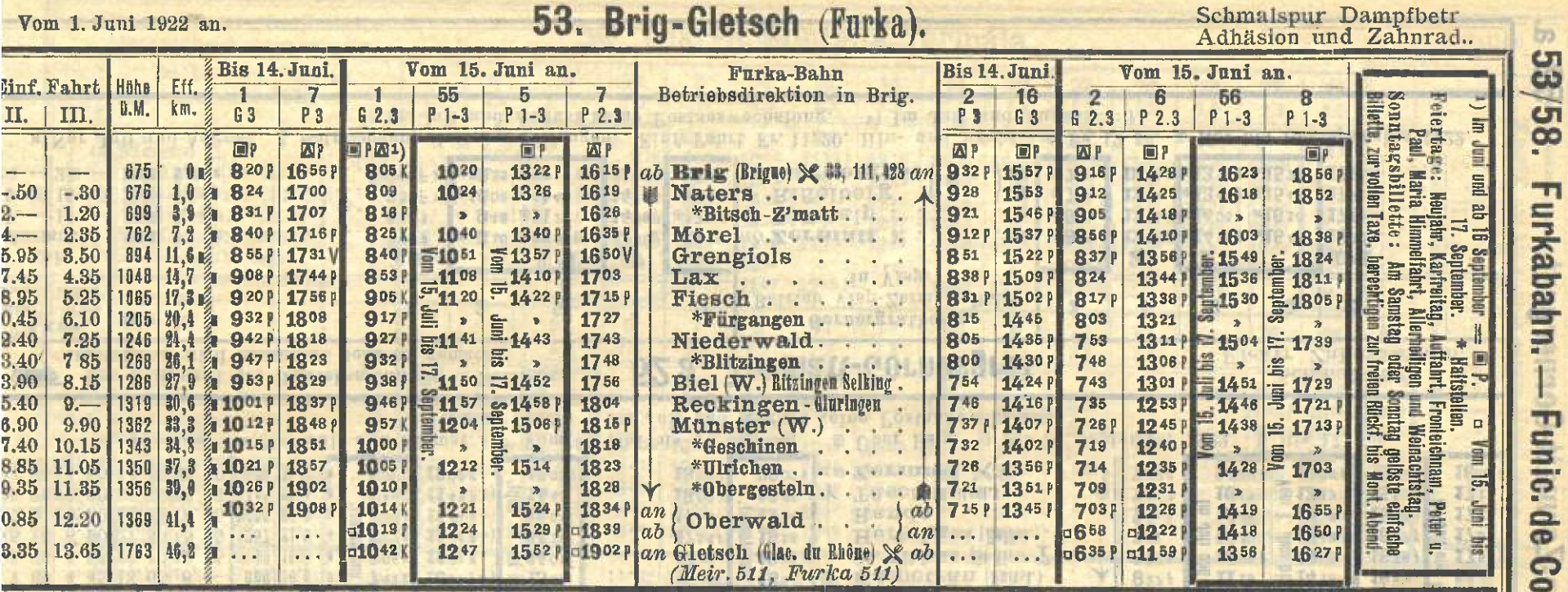
Fahrplan 1922 Brig–Gletsch

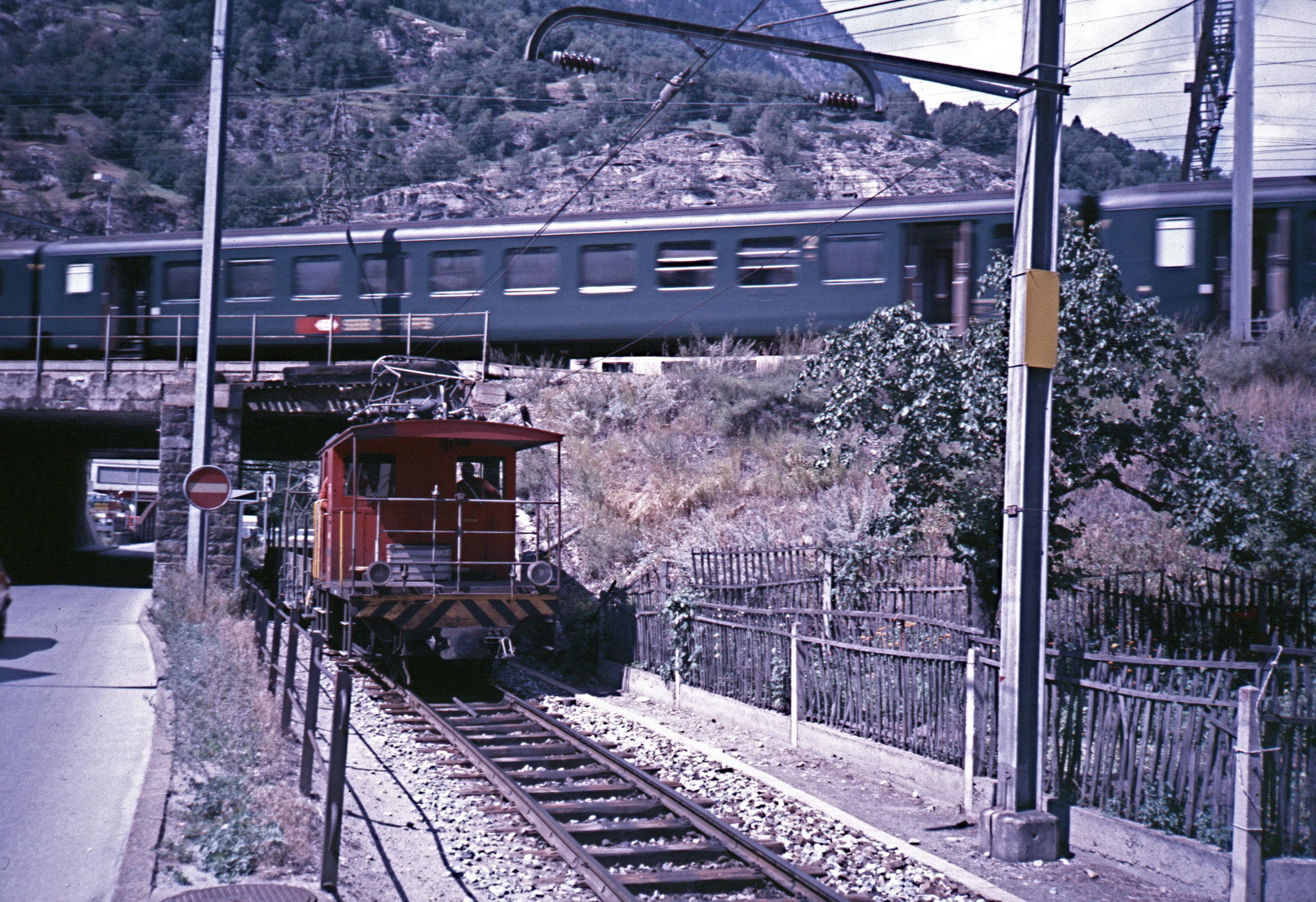
2007 aufgelassene Unterführung mit Rangiertraktor der FO in Brig, 1986

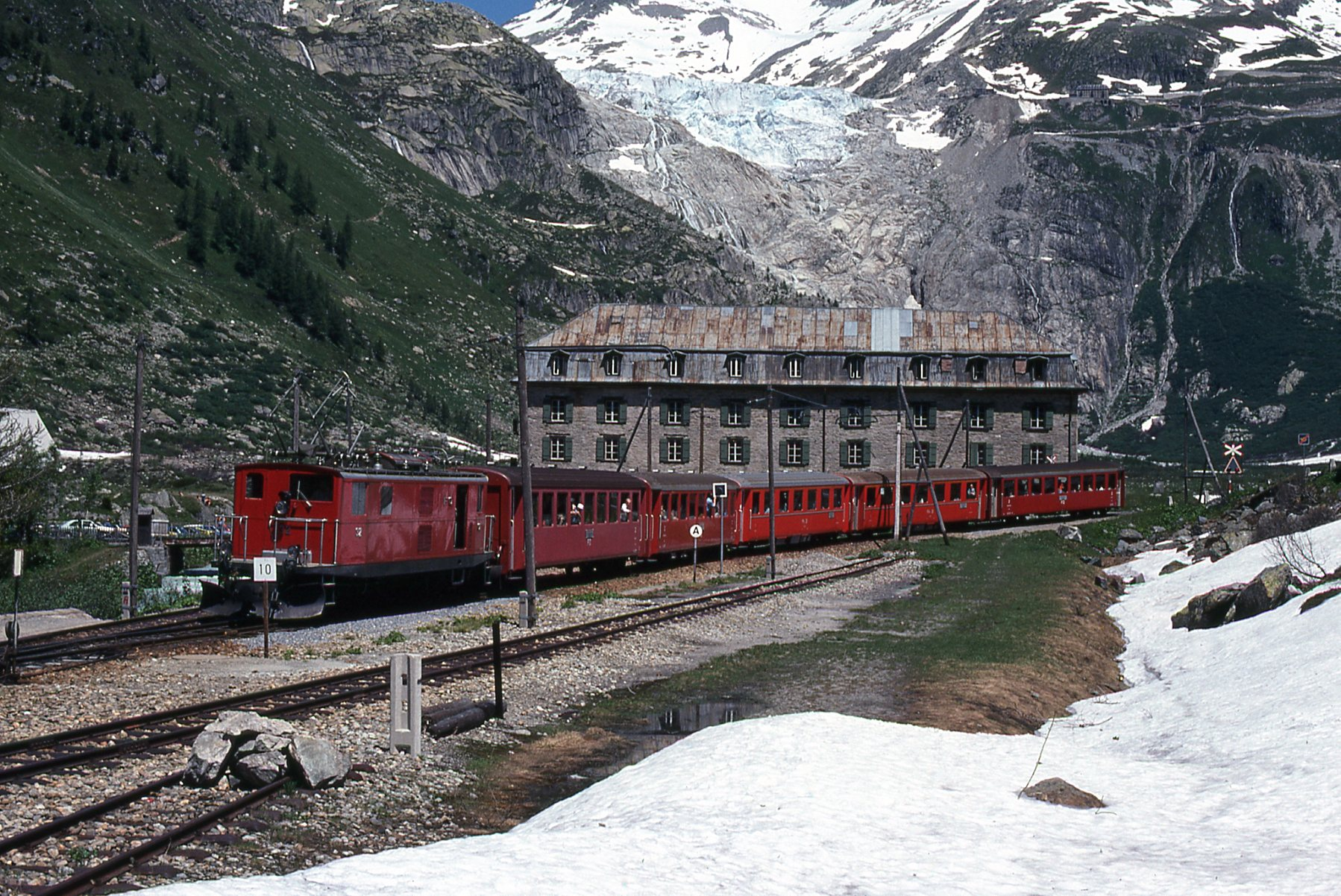
Elektrischer Planbetrieb auf der Furka-Bergstrecke in Gletsch, um 1980

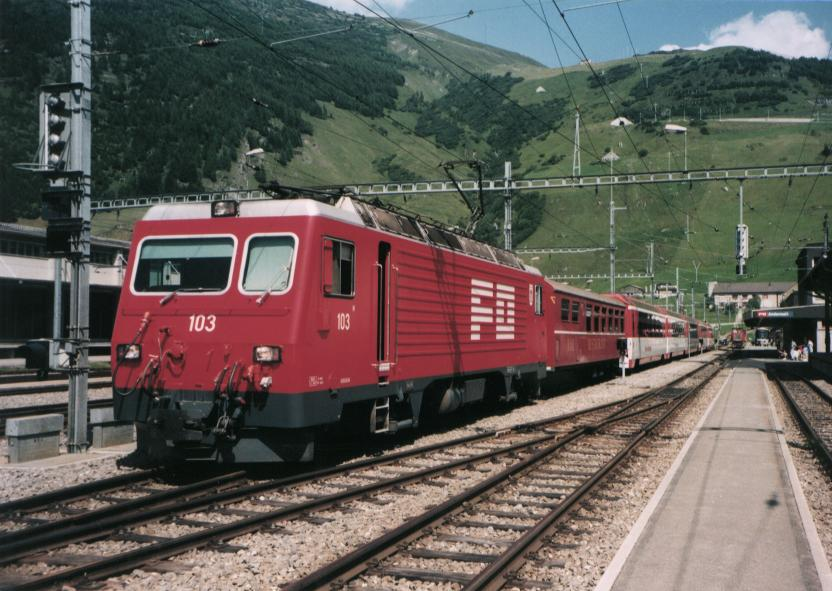
Zug der Furka-Oberalp-Bahn in Andermatt; am Hang die Strecke Richtung Oberalp

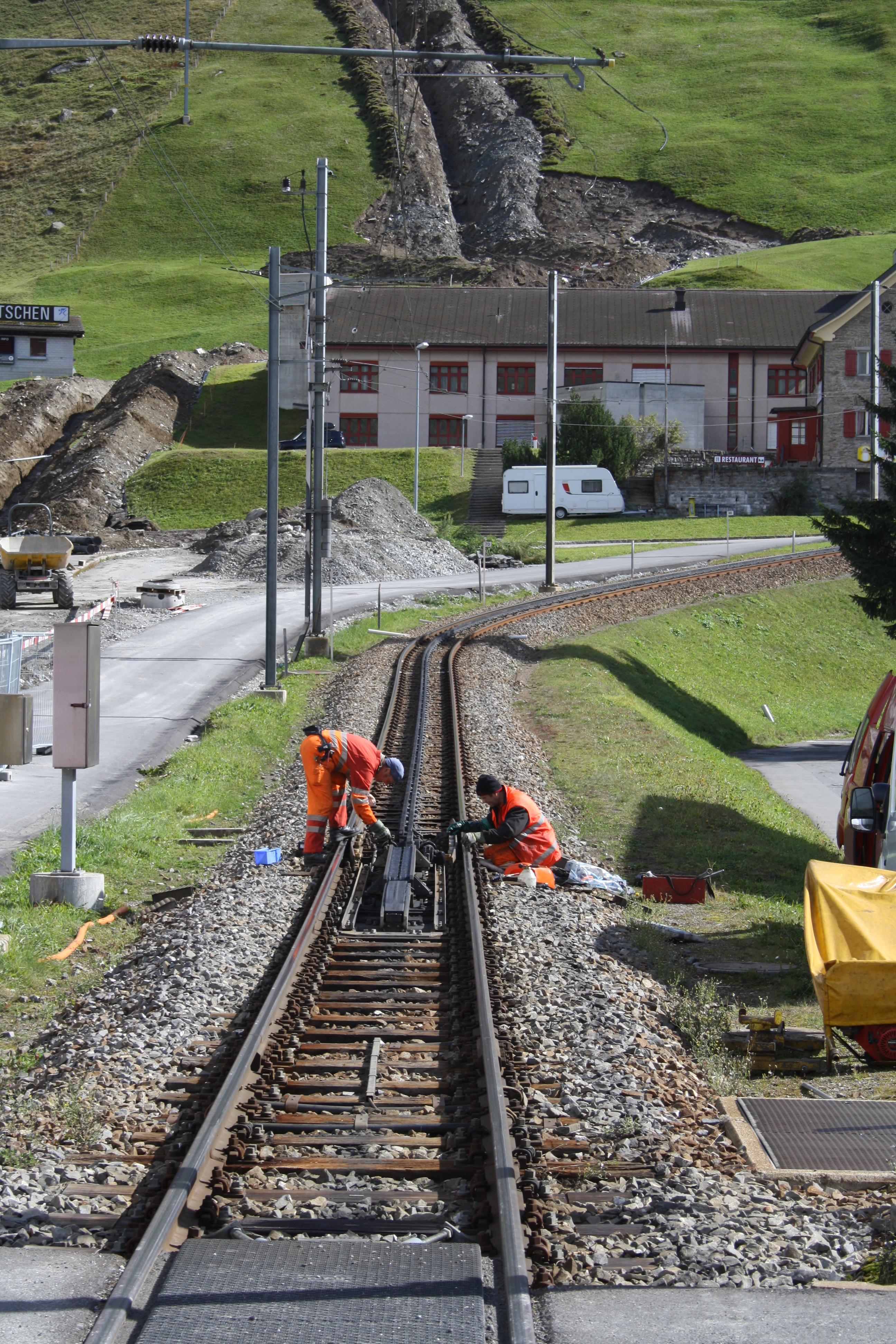
Beginn der Zahnstange in Andermatt

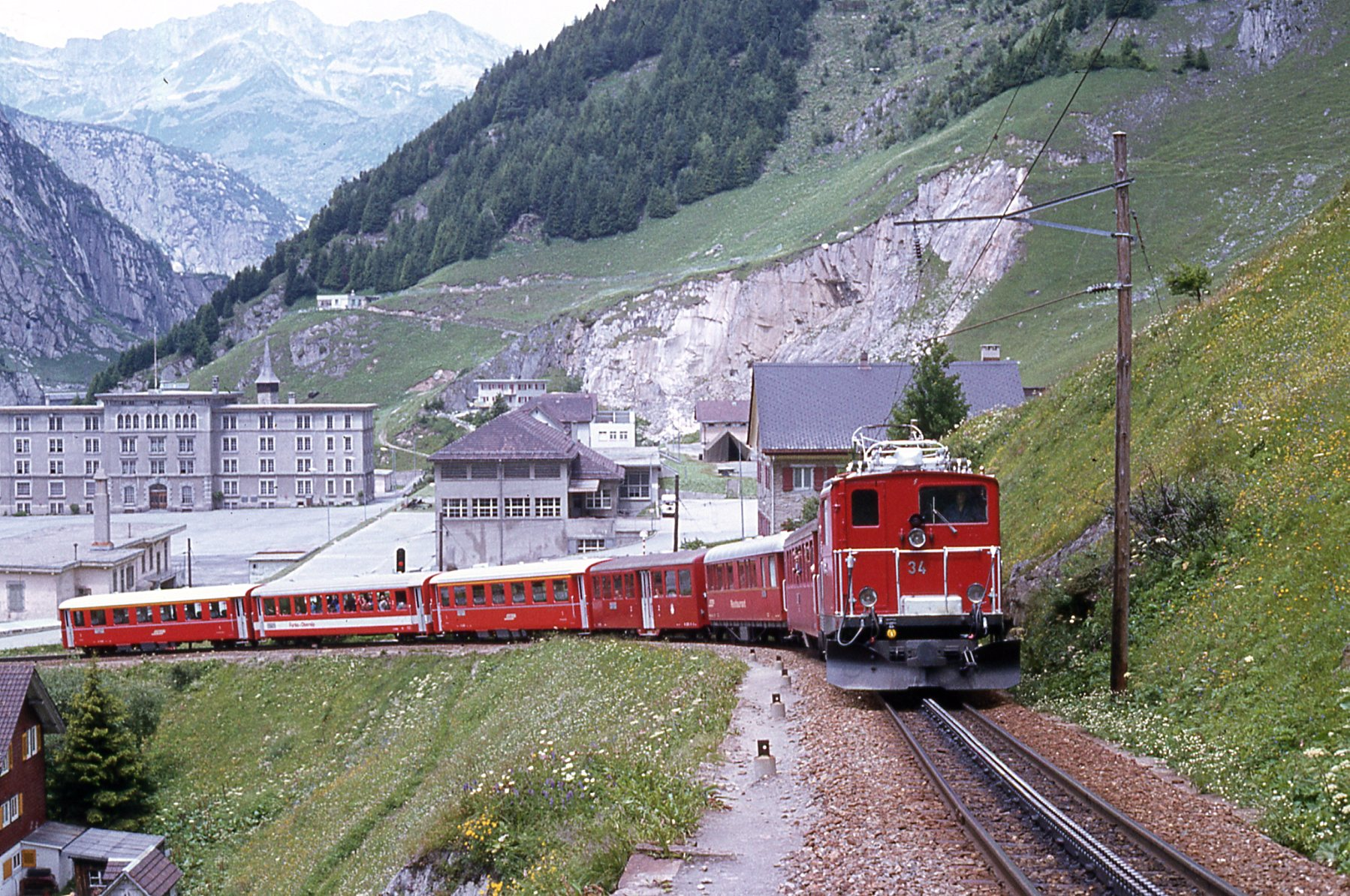
Glacier-Express verlässt Andermatt auf der Zahnstangenstrecke zum Oberalp, ca. 1980

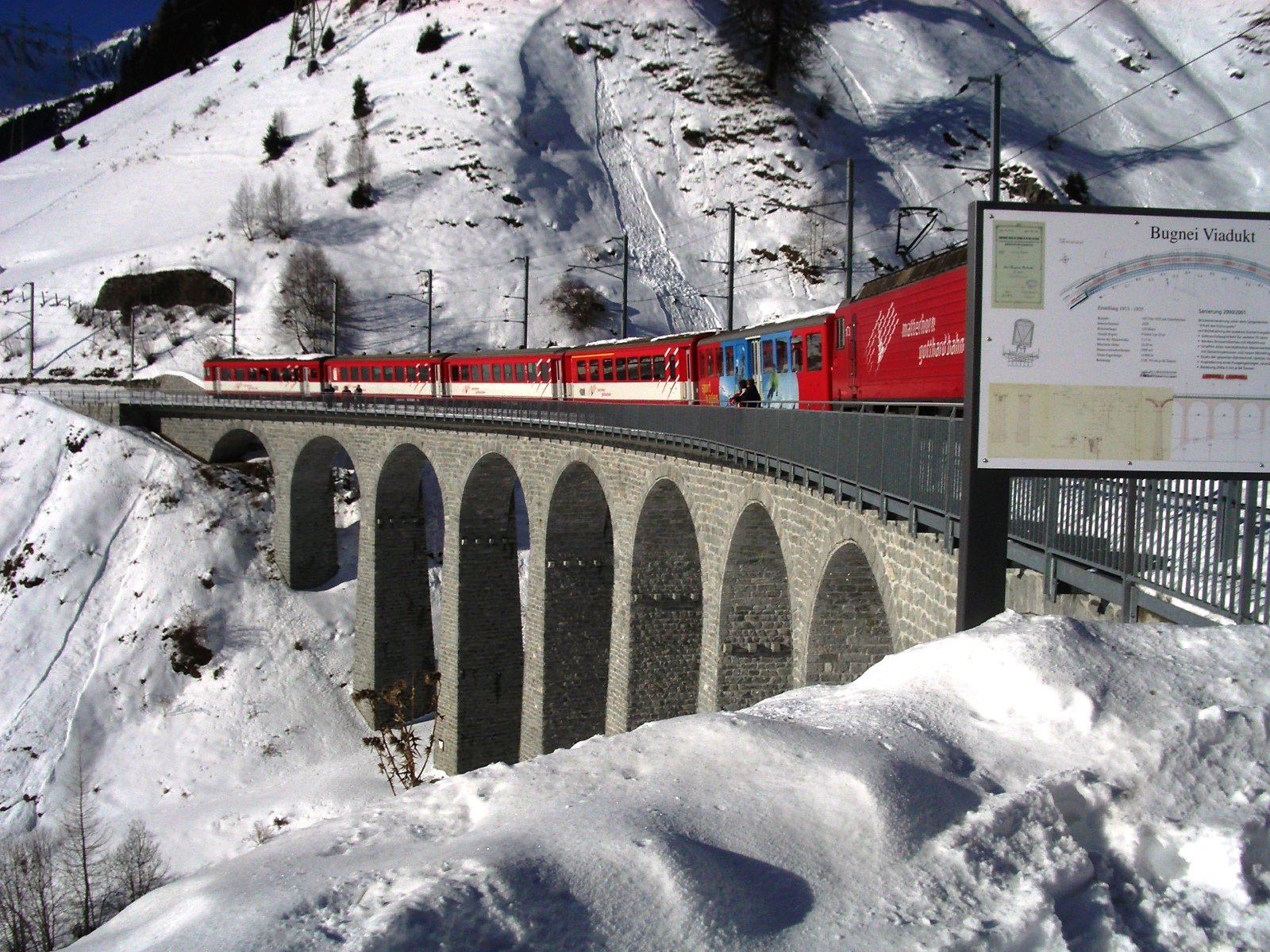
Bugnei-Viadukt bei Sedrun

Die in Zahnstangenabschnitten bis zu 110 Promille steile Hauptlinie führt von Disentis (Graubünden), wo Anschluss an die Rhätische Bahn (RhB) besteht, über den Oberalppass nach Andermatt (Uri) und weiter durch den Furka-Basistunnel und das Goms nach Brig (Wallis). In Brig besteht seit 1930 ein Anschluss der FO an die ehemalige Brig-Visp-Zermatt-Bahn (BVZ), was einen durchgehenden Verkehr bis Zermatt ermöglicht. Über die Strecke der beiden inzwischen fusionierten Bahngesellschaften verkehrt seit 1930 in Zusammenarbeit mit der RhB der berühmte Glacier-Express.
Der Bau der Strecke wurde 1911 von der Compagnie Suisse du Chemin de fer de la Furka (Brig-Furka-Disentis) (BFD) begonnen. Die Gesellschaft basierte hauptsächlich auf französischem Kapital, und die Geldgeber wollten die Bahn entgegen den ersten Planungen im System Hanscotte, ähnlich dem System Fell, erbauen lassen. Deshalb hat der erste Bauabschnitt Brig – Oberwald nur Steigungen bis 90 ‰. Die Bundesbehörden wussten dies dank den Konzessionsbestimmungen zu verhindern, und die Bahn wurde mit Zahnstange System Abt ausgerüstet.
Am 30. Juni 1914 wurde die Teilstrecke von Brig bis nach Gletsch feierlich eröffnet. Wegen Nacharbeiten erfolgte die amtliche Kollaudation erst 1915 und die formelle Betriebsaufnahme bis Oberwald am 4. Juni 1915.
Nach Ausbruch des Ersten Weltkriegs floss das französische Kapital nicht mehr, und die italienischen Bauarbeiter kehrten in ihre Heimat zurück. Zwar gelang noch der Durchstich des Furka-Scheiteltunnels, doch im Juli 1916 mussten die Bauarbeiten ganz eingestellt werden, und der Betrieb konnte nur dank öffentlicher Hilfe aufrechterhalten werden. Schliesslich verhängte das Bundesgericht am 12. Dezember 1923 die Zwangsliquidation über das Unternehmen. 
Kantone und Nachbarbahnen konnten die Anlagen in einer zweiten Steigerung für 1,75 Millionen Franken erwerben und gründeten am 17. April 1925 die Furka-Oberalp-Bahn (FO). Angesichts der volkswirtschaftlichen und strategischen Bedeutung der Bahn beteiligte sich die Eidgenossenschaft mit Bundesbeschluss vom 23. Mai 1925 am Aktienkapital und gewährte darüber hinaus Darlehen im Gesamtbetrag von 3,35 Millionen Franken. Dies erlaubte die Fertigstellung der Strecke. Am 4. Juli 1926 wurde der durchgehende fahrplanmässige Betrieb aufgenommen.
Für den Winterverkehr auf den Strecken Brig–Oberwald und Disentis–Sedrun beschaffte die FO 1927/28 bei SLM zwei zweiachsige benzin-mechanische Triebwagen BCm 21–22. Sie wogen 20 t und konnten auf den 90-‰-Rampen noch 10 t Anhängelast, also einen zweiachsigen Personenwagen, befördern. 1934 wurde das Polsterklasseabteil in ein Gepäckabteil umgebaut, damit verblieben 24 Sitzplätze. Um eine Verbindung innerhalb der Zentralalpen verfügbar zu haben, wurde während des Zweiten Weltkriegs mit Bundesgeld die Strecke über den Oberalp wintersicher ausgebaut und die ganze Bahn elektrifiziert. Der Triebfahrzeugpark teilte sich nun auf in Lokomotiven HGe 4/4 für die schweren Züge und Triebwagen BCFeh 2/4 für die leichteren Züge und den Winterverkehr. Die Benzintriebwagen wurden nicht mehr im Fahrplanverkehr eingesetzt.

Mit der Eröffnung der Strecke Brig–Visp durch die Brig-Visp-Zermatt-Bahn (BVZ) wurden durchgängige Züge wie der Glacier-Express möglich. Wegen des meterspurigen Briger Kopfbahnhofs änderten die Züge die Fahrtrichtung, was aber wegen des Lokomotivwechsels von FO und BVZ nicht störte. Nach der Gründung der MGB wurde ein Durchgangsbahnhof anstelle des Kopfbahnhofs zu einem betrieblichen Bedürfnis. Die rund 3,2 Kilometer langen Trassenführung durch Naters wurde durch eine Ausfahrt aus dem Bahnhof Brig nach Osten mit einer neuen Rhone-Brücke ersetzt. Der Anschluss an die alte Strecke erfolgte gleich nach der Brücke zwischen Naters und Bitsch VS. Im Herbst 2007 wurde die Strecke durch Naters eingestellt und zurückgebaut. Der neue Streckenverlauf ist rund 600 Meter kürzer.

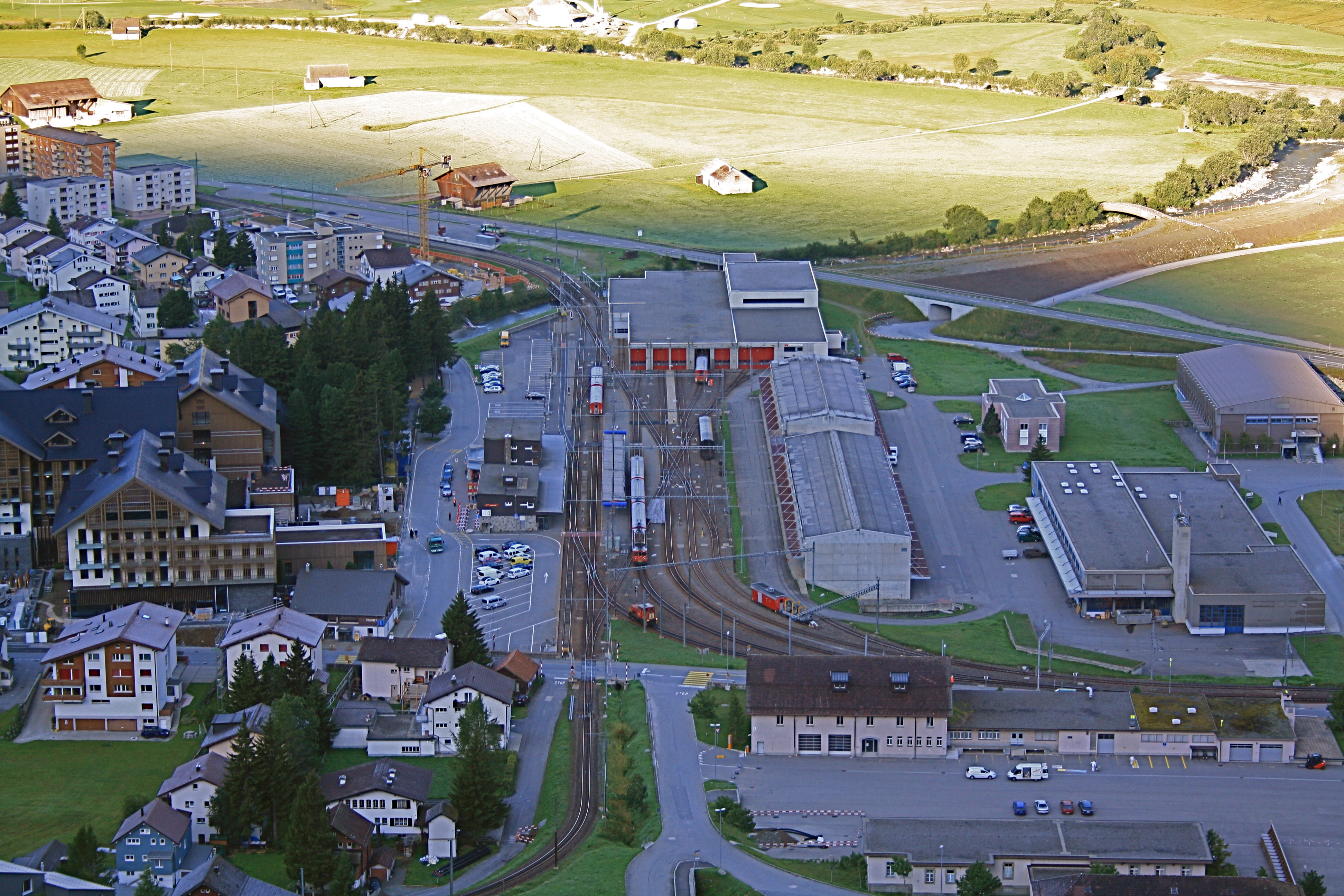
Bahnhof Andermatt: Ausgangspunkt der Strecke nach Göschenen
Streckenverlauf der Furka-Oberalp-Bahn am Oberalppass

## Werkgleis Tscheppa–Las Rueras
Zwischen Disentis und Sedrun (46° 40′ 53,7″ N, 8° 47′ 41″ O) zweigte vom 10. Oktober 1998 bis Mai 2014 eine Stichbahn zur Baustelle Porta Alpina ab. Sie war 2200 Meter lang und diente dem Gütertransport im Zusammenhang mit dem Bau des Gotthard-Basistunnels. Die Strecke war im Eigentum von AlpTransit Gotthard. Betrieben wurde sie von der MGB, die mit ihren Güterzügen von Disentis direkt nach Las Rueras fuhr. Die kurze Strecke wies einen 190 Meter langen Tunnel und eine 207 Meter lange Brücke auf. Die maximale Neigung betrug 70 ‰, weshalb die Strecke mit Zahnstange ausgerüstet war.
Der Personentransport zur Baustelle wurde nicht über das Werkgleis Tscheppa–Las Rueras, sondern über eine separate Standseilbahn abgewickelt, die direkt zu den Unterkünften ins Dorf Sedrun hoch führte.
Die dieselbetriebene, etwa einen Kilometer lange Stollenbahn der Tunnelbaustelle hatte eine geringere Spurweite und war nicht mit dem Werkgleis Tscheppa–Las Rueras verbunden.

## Streckenverlauf

### Brig – Realp
Die Bahnlinie nimmt ihren Ausgang im Bahnhof Brig im Rhonetal, wo sich die Simplonlinie und die Lötschberg-Bergstrecke treffen. Der Rhone wird auch rechtsufrig – nach Querung kurz hinter Brig – weiter flussaufwärts Richtung Nordosten ins Goms hinein parallel zur Hauptstrasse 19 gefolgt, wobei die Trassierung sich bis etwa Filet am Talboden hält. Anschließend geht die Bahnlinie mehr in Hanglange über, wechselt bei Betten abermals die Talseite und erklimmt nach Grengiols mittels des gleichnamigen Kehrtunnels, in der nördlichen Talflanke angelegt, den Anstieg zur Talschulter oberhalb der hier bis etwa Lax tief eingegrabenen Rhone. Rechts des Flusses geht es nun weiter – unter Schleifenbildung um den Ort Fiesch herum – teils in deutlicher Hanglage, ehe bei Biel wieder der Talboden erreicht ist. Grosse Schwemmkegel werden nun umfahren und ab Münster am flachen Talboden des Hochtals geradlinig bis Oberwald gelangt. Hier zweigt heute die ursprüngliche Furka-Bergstrecke ab. Durch den rund 15 Kilometer langen Furka-Basistunnel gelangt die Bestandsstrecke weiter nach Realp.

### Realp – Disentis/Mustér
Von Realp aus, östlicher Ausgangspunkt der Furka-Bergstrecke, führt die Bahnlinie ostwärts im flachen Hochtal Urseren der Furkareuss bis Andermatt, wo sie auf die Schöllenenbahn nach Göschenen trifft. Parallel zur Hauptstrasse 19 klettert die Furka-Oberalp-Bahn um etwa 200 Höhenmeter auf rund 4,5 Kilometer Längenentwicklung von hier aus nordostwärts in mehreren Serpentinen eine Bergflanke des Stöckli bis Nätschen in das Hochtal der Oberalpreuss hinauf. Kurz darauf ist der Kulminationspunkt der Strecke, der Oberalppass auf mehr als 2000 m ü. M., erreicht. Bergab geht es nun, meist in deutlicher nördlicher Hang- und Höhenlage über dem Talgrund des Rein Anteriur, des Vorderrheins, in der Landschaft Cadi bis Disentis/Mustér, ein Abstieg auf rund 20 Streckenkilometern um etwa 900 Höhenmeter.

## Furka-Basistunnel

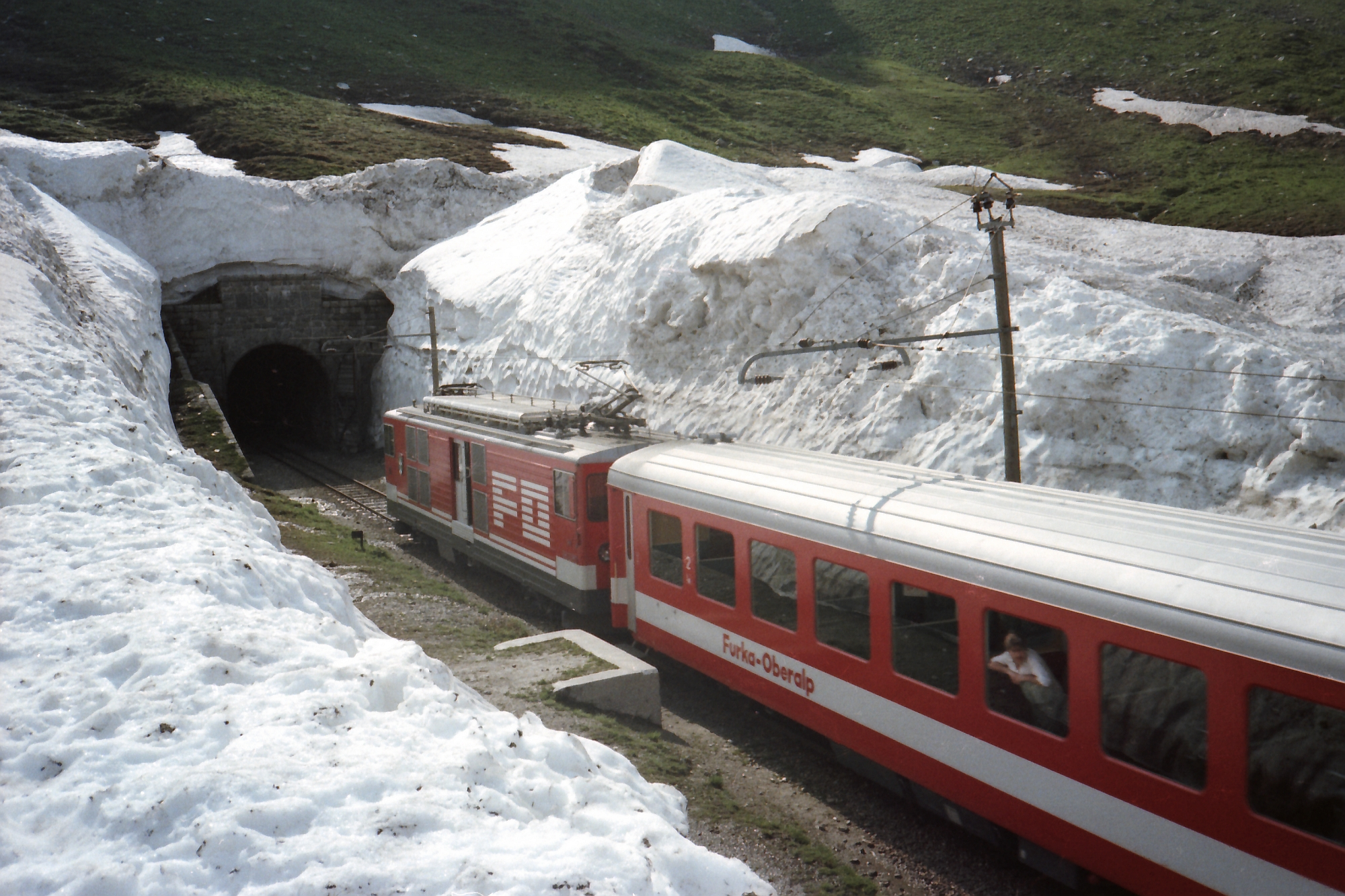
Alter Furkatunnel der Bergstrecke Ausfahrt Muttbach-Belvedere

Wegen der schwierigen Lawinensituation war die Strecke über den Furkapass zwischen Realp und Oberwald, die auch am Rhonegletscher vorbeiführt, nicht wintersicher. Die Steffenbachbrücke zwischen Realp und Tiefenbach wurde jeden Herbst ab- und im Frühjahr wieder aufgebaut, um sie vor Lawinen zu schützen. Die daraus resultierende Streckensperrung zwischen Oktober und Mai teilte das Netz in zwei Hälften, die vor und nach der Sperrung jeweils erforderlichen Arbeiten waren entsprechend kosten- und arbeitsintensiv.
Der Bau des Furka-Basistunnels sollte die Bergstrecke ersetzen und eine wintersichere Verbindung zwischen den Kantonen Uri und Wallis herstellen. Am 11. Oktober 1981 fuhr der letzte Personenzug über die grösstenteils mit Zahnstange ausgerüstete Bergstrecke und am 26. Juni 1982 wurde der 15,381 km lange Basistunnel eröffnet. Ab diesem Zeitpunkt konnte die FO auf der ganzen Länge auch im Winter betrieben werden.
Der ursprünglich geplante Rückbau der Bergstrecke konnte von Eisenbahnfreunden verhindert werden, die 1983 den Verein Furka-Bergstrecke und 1985 die Dampfbahn Furka-Bergstrecke AG (DFB) als Trägergesellschaft gründeten. Ab 1992 waren wieder Dampfzugfahrten auf einem Teilstück der Bergstrecke möglich. Seit August 2010 ist die gesamte Bergstrecke zwischen Realp und Oberwald wieder befahrbar. In den Sommermonaten führt die DFB einen fahrplanmässigen Verkehr durch.

## Grimseltunnel
Bereits bei der Planung des Furka-Basistunnels wurde eine Verknüpfung der Schmalspurnetze der Alpen (BVZ, FO, RhB) und der Zentralschweiz (Brünig, LSE, MIB) von Verkehrsminister Bonvin angedacht, in Anbetracht der enormen Kostenüberschreitungen an der Furka jedoch nicht weiterverfolgt. Jahrzehnte später, 2019, hat die Bundesversammlung die Projektierung des Grimseltunnels zwischen Oberwald und Innertkirchen nun trotzdem beschlossen. Neben dem touristischen Verkehr soll er auch dem Landschaftsschutz dienen, indem er die Hochspannungsleitung aufnimmt, welche heute mit weit über hundert Masten über die Alpen geführt wird.

## Unfälle auf der Furka–Oberalp-Strecke

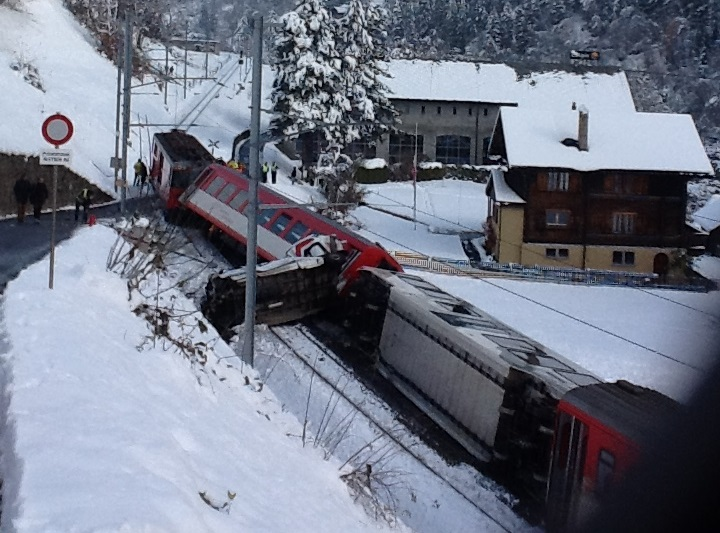
Unfall von 2013 in Mörel.

Am frühen Nachmittag des 30. November 2009 entschied die Matterhorn-Gotthard-Bahn, den Betrieb der Oberalpstrecke ab 15 Uhr wegen Lawinengefahr einzustellen. Kurz vor 14 Uhr riss eine Neuschneelawine zwischen Nätschen und dem Oberalppass die drei Personenwagen und den beladenen Autotransportwagen eines von Andermatt nach Disentis/Mustér fahrenden Zuges den Hang hinunter. Die Lokomotive HGe 4/4 II 105 blieb auf den Schienen. Von den neun Fahrgästen wurden zwei leicht verletzt.
Am 23. Juli 2010 entgleiste kurz vor Fiesch ein Glacier Express. Weil der Lokomotivführer in der Kurvenausfahrt den Zug zu früh beschleunigte, kippte der letzte Wagen in der Kurve nach aussen. Dabei riss er auch die beiden vorlaufenden Wagen aus den Schienen. Eine japanische Touristin kam dabei ums Leben, 42 Personen wurden verletzt.
Am 25. November 2013 kollidierte in Mörel der Regionalzug 523 von Göschenen nach Visp auf einem unbewachten Bahnübergang mit einem Lieferwagen. Der Lieferwagen wurde von der Zugskomposition mitgerissen. Die drei Personenwagen und der am Zugschluss laufende Deh 4/4 52 wurden aus den Gleisen gehoben, der mittlere Wagen, B 4213, kippte auf die Seite. Neun Reisende wurden leicht verletzt.
Am 3. Juli 2020 fuhr ein von Oberwald Richtung Furkatunnel ausfahrender Autozug mit der HGe 4/4 105 an der Spitze in die Flanke des von Realp her einfahrenden, vom Deh 4/4 95 geschobenen Regionalzuges. Dabei entstand grosser Sachschaden, insbesondere wurde dem an vierter Stelle fahrenden Niederflurwagen B 4213 das östliche Ende abgerissen. Die davor laufenden ABt 4154, B 4283 und ABt 4153 wurden seitlich aufgeschlitzt. Trotz der starken Beschädigungen gab es nur leicht Verletzte.